# San Vicente de la Frontera
San Vicente de la Frontera es una localidad fronteriza de Bolivia, ubicada en las tierras bajas del oriente del país. Administrativamente se encuentra en el Distrito 12 del municipio de San Ignacio de Velasco en la provincia de Velasco, en el departamento de Santa Cruz.
El pueblo está a una altitud de 270 m s. n. m., y se encuentra directamente al sur de la frontera con Brasil. San Vicente es sede de la subalcaldía del Distrito 12 y cuenta con una unidad educativa de primaria y de secundaria, así como un puesto de salud de primer nivel.

## Geografía
San Vicente está ubicado en las tierras bajas bolivianas, al borde de la región del Pantanal sudamericano, un humedal en gran parte intacto en la zona fronteriza entre Bolivia y Brasil.
El clima de la región es un clima semihúmedo de los trópicos cálidos. Las temperaturas medias mensuales varían ligeramente a lo largo del año entre los 21 °C de junio y los 26,6 °C de octubre, mientras que entre septiembre y marzo se mantienen casi constantemente por encima de los 25 °C. La temperatura media anual es de 24,5 °C.
La media a largo plazo de la precipitación anual es de 1200 milímetro Tres cuartas partes de las precipitaciones caen en la estación lluviosa de noviembre a marzo, mientras que menos del 30% en la estación seca en los meses áridos de junio a agosto mm por mes de caída.

## Transporte
San Vicente se encuentra a 516 kilómetros por carretera al noreste de Santa Cruz de la Sierra, la capital departamental.
Desde Santa Cruz, la carretera pavimentada Ruta 4 recorre 57 kilómetros al norte vía Warnes hasta Montero. Unos kilómetros al norte de Montero se encuentra con la Ruta 10, que se dirige hacia el este durante 648 km y atraviesa las localidades de San Ramón, San Javier y Santa Rosa de la Roca. El camino no está pavimentado durante los 370 km restantes a través de San Ignacio de Velasco hasta San Vicente y luego al pueblo fronterizo de San Matías.

## Demografía
La población de la localidad se ha reducido a la mitad en la última década:
| Año  | Habitantes | Fuente |
| ---- | ---------- | ------ |
| 1992 | -          | Censo  |
| 2001 | 918        | Censo  |
| 2012 | 463        | Censo  |